# Halina Szwarc

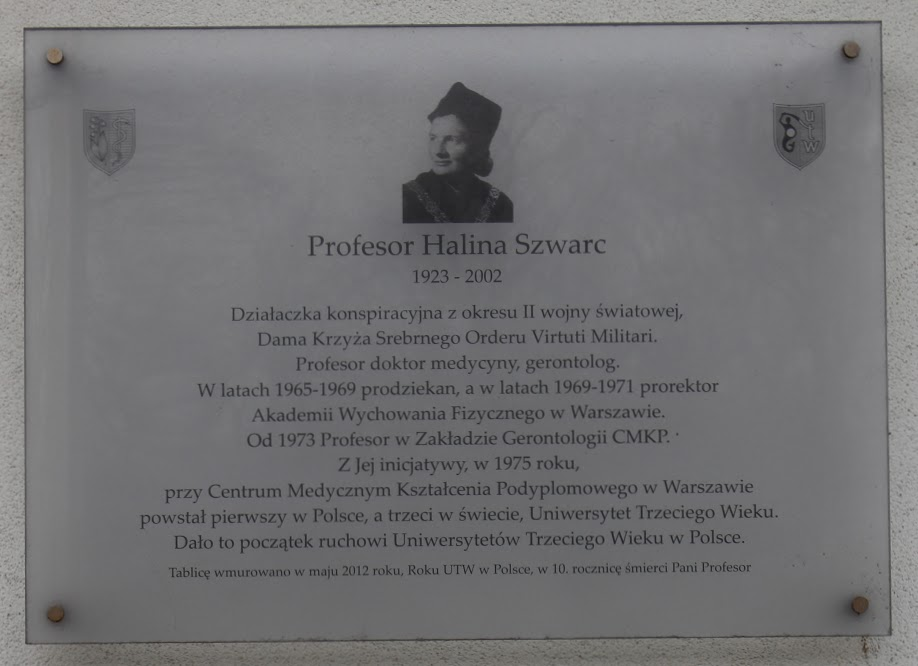
Tablica upamiętniająca Halinę Szwarc na frontowej ścianie siedziby CMKP przy ul. Marymonckiej 99/103 w Warszawie

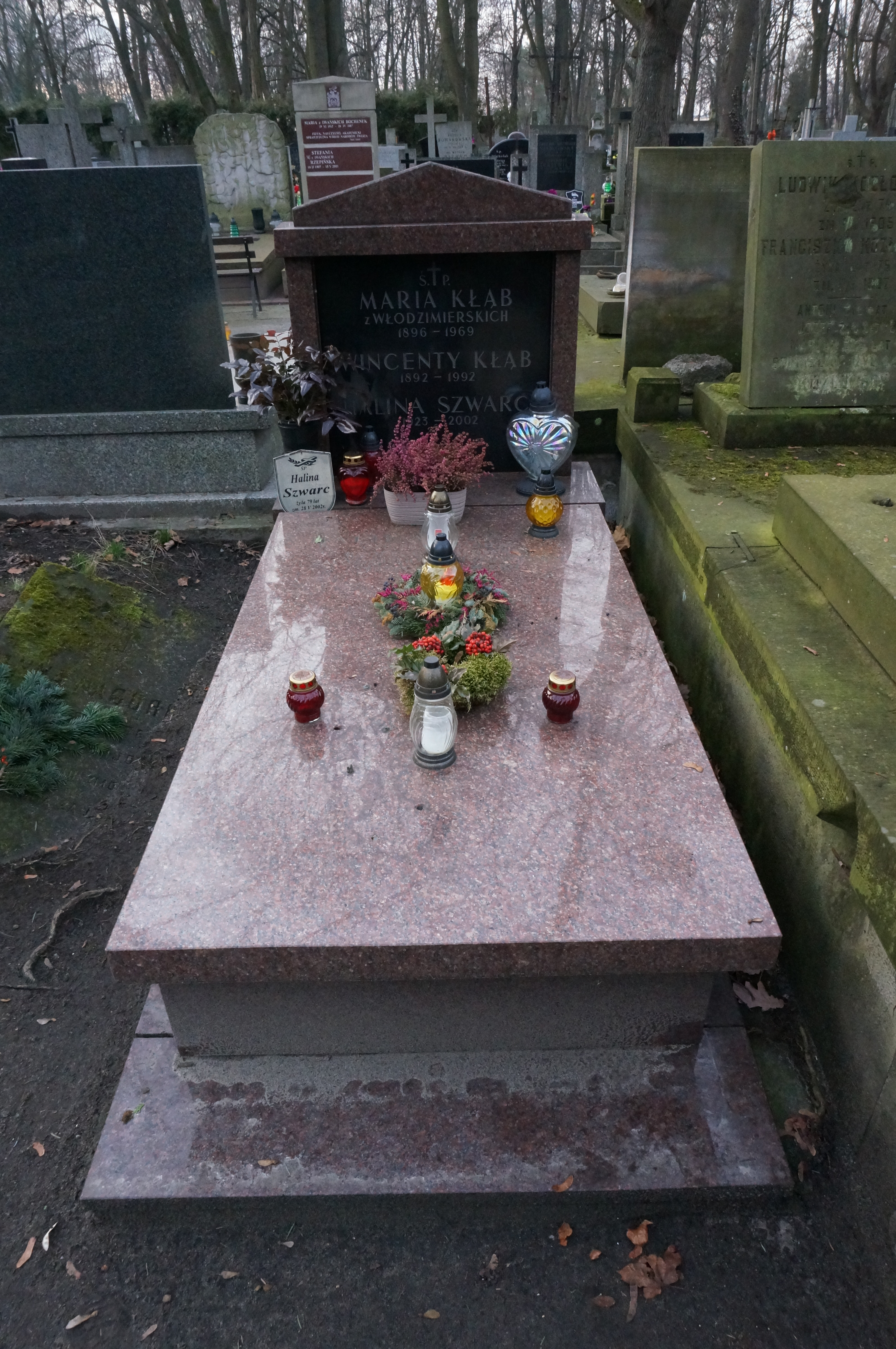
Grób Haliny Szwarc na cmentarzu Powązkowskim

Halina Maria Szwarc de domo Kłąb (ur. 5 maja 1923 w Łodzi, zm. 28 maja 2002 w Warszawie) – polska działaczka niepodległościowa i gerontolog, agentka wywiadu Armii Krajowej (podporucznik, pseudonim Ryszard, następnie Jacek II); po wojnie profesor doktor medycyny, w latach 1970–1971 prorektor Akademii Wychowania Fizycznego w Warszawie, inicjatorka uniwersytetu trzeciego wieku w Polsce.
Za działalność wywiadowczą i naukową odznaczona wieloma odznaczeniami państwowymi. Dama Orderu Virtuti Militari V klasy oraz Orderu Odrodzenia Polski II, III, IV i V klasy.

## Życiorys

### Przed II wojną światową
Jej ojcem był Wincenty Kłąb, który po przybyciu do Łodzi nauczył się krawiectwa, a następnie prowadził firmę budowlaną (budował i sprzedawał domy). Pochodził z Lipiec Reymontowskich. Halina Szwarc była uczennicą prestiżowego w Łodzi prywatnego Gimnazjum Żeńskiego Humanistycznego Heleny Miklaszewskiej przy ul. G. Narutowicza 59a. Ucząc się tu, marzyła o karierze pianistki, ale kiedy usłyszała fantastyczną grę 12-letniego ucznia Konserwatorium, do którego też uczęszczała, porzuciła myśl o tej drodze życiowej. W latach 1935–1939 należała do harcerstwa.

### II wojna światowa
Po wybuchu II wojny światowej, mając 16 lat, zgłosiła się na ochotnika do pracy w konspiracji, początkowo w Służbie Zwycięstwu Polski, a następnie w Związku Walki Zbrojnej Okręgu Łódzkiego. Z polecenia dowództwa szybko i bardzo dobrze nauczyła się języka niemieckiego. Następnie, na polecenie tegoż dowództwa, podjęła starania o volkslistę powołując się na niemieckie korzenie babki (z d. Vogel). Aby odciąć się od środowiska łódzkiego, wyjechała we wrześniu do Kalisza, gdzie podjęła naukę w niemieckim gimnazjum. Tu z rekomendacji dyrektora gimnazjum, do którego uczęszczała otrzymała volkslistę najwyższej grupy, zmieniając jednocześnie nazwisko na „Klomb”. Już wtedy realizowała zadania wywiadowcze w zakresie obserwacji ruchu jednostek niemieckich. W lutym 1942 r. zdała maturę z wyróżnieniem. Początkowo była pod ps. Halina i Ryszard łączniczką i kolporterką prasy konspiracyjnej, a od listopada 1940 r. zastępcą szefa rejonu wywiadowczego w Kaliszu ppor. rez. Wacława Kałużniaka, ps. Jacek I.
Była najmłodszą agentką wywiadu Armii Krajowej, nazywaną przez niektórych polską Matą Hari.
Po aresztowaniu w 1942 r. jej bezpośredniego przełożonego ps. „Jacek Pierwszy” otrzymała polecenie wyjazdu do Rzeszy. Objęła funkcję szefa rejonu wywiadowczego i pełniła ją w okresie 1941/1942 jako „Jacek II”. Pseudonimu tego używała do końca konspiracji.
Od 1943 r. należała do komórki Oddziału II Okręgu Łódzkiego AK, która zajmowała się wywiadem na terenie Niemiec Zachodnich i Północnych. Prowadziła działania wywiadowcze m.in. w Wiedniu i w Berlinie.
W listopadzie 1943 r. wyjechała do Wiednia pod pseudonimem „Jacek II” i tu, by nie wzbudzać podejrzeń, zapisała się na studia medyczne. Jej zadaniem tutaj było pisanie raportów o nastrojach w mieście i kolportaż materiałów „akcji N”. Jej bezpośrednim przełożonym był wówczas płk Zygmunt Walter-Janke, ps. Gertruda.
Działania wywiadowcze prowadziła m.in. w Wiedniu, Hamburgu, Berlinie i Monachium. Do jej największych sukcesów wywiadowczych należało ustalenie położenia obiektów wojskowych w Hamburgu, co umożliwiło aliantom ich zniszczenie, otrzymała za to angielskie odznaczenie. Następnie podjęła pracę w berlińskim Archiwum Medycyny Wojskowej, skąd pozyskiwała przekazywane aliantom informacje, na podstawie których można było wnioskować o rozmieszczeniu oddziałów niemieckich na froncie wschodnim.
Jej bezpośrednimi zwierzchnikami byli w owym czasie mjr Bolesław Jabłoński, ps. Emma oraz kpt. Mikołaj Ostaszewski, ps. Mikołaj. Za akcję wywiadowczą na terenie Hamburga w kwietniu i maju 1943 r. (w okresie alianckich nalotów na to miasto) została odznaczona Brązowym Krzyżem Zasługi z Mieczami. Od jesieni 1943 r. działała głównie na terenie Berlina. Za pracę w Zentralarchiw fur Wehrmedizin w budynku starego Reichstagu otrzymała Srebrny Krzyż Zasługi z Mieczami (obydwa odznaczenia zweryfikowane po wojnie w ZBoWiD).
Prowadziła również akcje dezinformacyjne wymierzone w niemiecką administrację oraz kolportaż prasy podziemnej na terenie Bawarii i Austrii w ramach Akcji N.
W 1944 roku została zatrzymana i przesłuchana po tym, jak posłużyła się fałszywą kartką żywnościową, ale nie zdekonspirowała się. W tym samym roku, po powrocie do rodzinnej Łodzi, została aresztowana przez Gestapo pod zarzutem działalności konspiracyjnej, torturowana i skazana na śmierć przez rozstrzelanie. Aresztowano ją wraz z matką 26 maja 1944. Matkę wysłano do Ravensbruck, Halinę poddano przesłuchaniom w gmachu Gestapo przy ulicy Anstadta w Łodzi. Wyroku nie wykonano z powodu końca okupacji niemieckiej w Łodzi (19 stycznia 1945 roku). Już w czasie pobytu w więzieniu została podana do odznaczenia Krzyżem Srebrnym Orderu Virtuti Militari, który ostatecznie odebrała w 1965. Niedługo potem, 1 stycznia 1945 została awansowana do stopnia podporucznika czasu wojny Armii Krajowej. Następnie przetrzymywana w więzieniu kobiecym przy obecnej ul. Gdańskiej 13 (Polizeigefängnis für Frauen; Polizeigefängnis Danzigerstrasse; Frauen-Gefängnis, Danzigerstrasse 13, Litzmannstadt). Uciekła 18 stycznia 1945 r. w okolicy Pabianic podczas pieszej ewakuacji więźniarek tego więzienia (rozpoczętej ok. godz. 20.00 17 stycznia).
Ukrywała się w Pabianicach i stamtąd skomunikowała z „Emmą”. Ten oznajmił jej, że jest poszukiwana przez UB, który przejął archiwa niemieckie. Ukrywała się w Warszawie, pod Błoniem, w Rogowie, bez dokumentów wreszcie na Śląsku. W październiku 1945 w Katowicach ujawniła się przed komisją weryfikacyjną do przynależności do AK, zaś Zygmunt Walter-Janke oznajmił tam, że otrzymała Krzyż Virtuti Militari za akcję „Berlin”, Krzyż Walecznych za akcję „N”, i Brązowy Krzyż zasługi za akcję „Hamburg”.

### Po wojnie
Osiadła w Poznaniu gdzie wróciła na studia medyczne. Gdy jej matka wróciła z obozu w 1946 roku stanęła przed Sądem Rehabilitacyjnym w Łodzi. B. Jabłoński i Z. Walter-Janke oświadczyli na sądzie że Halina Kłąb przyjęła volkslistę na rozkaz władz wojskowych. Wróciła więc do nazwiska rodowego. Nie uchroniło to jej przed represjami. W okresie referendum została aresztowana, potem wielokrotnie przesłuchiwana i szereg lat inwigilowana. Przyjmowała pracę lekarza fabrycznego, prowadziła poradnię do walki z wolem w Starołęce.
W 1948 r. ukończyła medycynę i rozpoczęła pracę w Klinice Akademii Medycznej w Poznaniu. Tu poznała swego męża, prawnika – Andrzeja Szwarca (ślub w 1949). Pomimo szykan UB, oskarżenia o kolaborację, a następnie prześladowań przez reżim stalinowski za współpracę z Armią Krajową udało się jej z czasem kontynuować karierę naukową.
Pracowała w II Klinice Chorób Wewnętrznych Akademii Medycznej i prowadziła Wojewódzką Poradnię Chorób Tarczycy. W 1951 uzyskała doktorat. Ze względu na przynależność do AK Uniemożliwiono jej pracę w Akademii Poznańskiej, mimo złożonego doktoratu. W czerwcu 1956 jako jedyny lekarz ratowała w przychodni przy ulicy Słowackiego w Poznaniu rannych podczas zajść czerwca.
Podjęła starania o przywrócenie Izb Lekarskich oraz prowadziła badania nad stanem zdrowia więźniów obozów koncentracyjnych. Jako eksternistka podjęła w Akademii Medycznej w Łodzi studia kandydackie z endokrynologii a pracę habilitacyjną obroniła w 1959 roku. Otrzymała wtedy etat docenta w Wyższej Szkole Wychowania Fizycznego w Poznaniu.
W 1959 ukończyła przewód kandydacki po którym została docentem etatowym w Wyższej Szkole Wychowania Fizycznego w Poznaniu. W latach 1960–1964 obok pracy lekarskiej jako internista i endokrynolog prowadziła Zakład Medycyny Sportowej w WSWF i była prodziekanem tej uczelni. W 1966 Rada Państwa nadała jej tytuł profesora nadzwyczajnego nauk medycznych. W 1964 r. rozwiodła się i przeprowadziła z dziećmi (synem Andrzejem i córką Magdaleną) do Warszawy. Po przeniesieniu służbowym od 1965 do 1969 była kierownikiem Zakładu Leczniczo-Profilaktycznego AWF i prodziekanem tej uczelni, a w latach 1969–1971 prorektorem. W latach 1973–1975 pełniła funkcję dyrektora Centrum Medycyny Sportowej, a następnie dyrektorem Instytutu Nauk Biomedycznych AWF w Warszawie. W 1976 zorganizowała i prowadziła Zakład Gerontologii przy Centrum Medycznym Kształcenia Podyplomowego w Warszawie. W 1975 roku przy Centrum Medycznym Kształcenia Podyplomowego w Warszawie z jej inicjatywy powstał Uniwersytet Trzeciego Wieku będący pierwszą taką placówką w Polsce i jedną z pierwszych w Europie. Obecnie placówka nosi jej imię.
Była członkiem kilku zespołów i rad naukowych różnych instytutów. Opublikowała 83 artykuły naukowe. Pod jej kierunkiem 9 osób uzyskało doktoraty, a ponad 50 osób tytuły magisterskie. Była recenzentem kilkudziesięciu prac doktorskich i dorobku habilitacyjnego. Była przewodniczącą Oddziału Warszawskiego Polskiego Towarzystwa Gerontologicznego. 
W latach 1945–1946 należała do Związku Bojowników Walk o Niepodległość i Demokrację oraz do Związku b. Więźniów Hitlerowskich Więzień i Obozów Koncentracyjnych w Łodzi. Od 1959 r. była członkiem ZBoWiD Od 1960 do 1964 r. pełniła funkcję wiceprzewodniczącej Komisji Zdrowia Okręgu Poznańskiego ZBoWiD, a od 1965 r. funkcję wiceprzewodniczącej Głównej Komisji Socjalnej i Zdrowia w Warszawie. Od 1968 r. była członkiem Rady Naczelnej ZBoWiD, a od 1973 r. członkiem Zarządu Głównego ZBoWiD.
Założyła w Polsce pierwszy oddział rehabilitacji gerontologicznej i stała się inicjatorką powołania Uniwersytetu Trzeciego Wieku. Dzięki jej staraniom w 2001 roku działały w Polsce 23 placówki UTW. Patronowała im 25 lat do czasu poważnej choroby.
Zmarła w Warszawie w wieku 79 lat. Pochowana została na cmentarzu Powązkowskim w Warszawie w grobie rodzinnym (kwatera 276-5-3).

## Życie prywatne
W latach 1949–1964 (rozwód) była żoną prawnika Andrzeja Szwarca. Mieli dwoje dzieci: Andrzeja Stanisława – profesora historii, oraz córkę Annę Kubasiak – sędziego.

## Odznaczenia
Została odznaczona Krzyżem Srebrnym Orderu Wojennego Virtuti Militari, Krzyżem Walecznych, Brązowym Krzyżem Zasługi z Mieczami (za akcję Hamburg), Srebrnym Krzyżem Zasługi z Mieczami (za akcję Berlin). W latach powojennych otrzymała Krzyż Partyzancki (1965), Złoty Krzyż Zasługi (1966) oraz Medal Komisji Edukacji Narodowej (1975). Odznaczona została także Krzyżem Kawalerskim (1969), Oficerskim oraz Komandorskim Orderu Odrodzenia Polski. Postanowieniem z dnia 27 kwietnia 2000 r. za wybitne zasługi dla rozwoju medycyny polskiej oraz w działalności społecznej na rzecz ludzi starszych została przez prezydenta Aleksandra Kwaśniewskiego odznaczona Krzyżem Komandorskim z Gwiazdą Orderu Odrodzenia Polski.

## Publikacje
- Kolportaż prasy „N” w Reichu, [w:] „Akcja „N”. Wspomnienia, 1941–1944. Warszawa, 1972, s. 508–519.
- Kobiece więzienie gestapo w Łodzi w ostatnim okresie okupacji. [w:] „Przegląd Lekarski – Oświęcim”, 1972, nr 1, s. 14–21.
- Rekreacja ruchowa osób starszych, praca zbiorowa / H. Szwarc, R. Wasilewska, T. Wolańska ; pod red. Teresy Wolańskiej, Wydawnictwo Akademii Wychowania Fizycznego, Warszawa, 1979.
- Rekreacja ruchowa osób starszych, praca zbiorowa / pod red. Teresy Wolańskiej ; [aut.] H. Szwarc, R. Wasilewska, T. Wolańska, Wydawnictwo Akademii Wychowania Fizycznego, Warszawa, 1986.
- Rekreacja i turystyka ludzi w starszym wieku, Halina Szwarc, Teresa Wolańska, Tadeusz Łobożewicz, Instytut Wydawniczy Związków Zawodowych, Warszawa, 1988, ISBN 83-202-0700-2.
- Wspomnienia z pracy w wywiadzie antyhitlerowskim ZWZ–AK. Wyd. 1, Warszawa, 1999, ISBN 83-86842-46-6.
- Wspomnienia z pracy w wywiadzie antyhitlerowskim ZWZ–AK. Wyd. 2, Warszawa, 2008, ISBN 978-83-7543-069-1.
- Magdalena Grzebałkowska, Halina Szwarc. Bardziej Kloss niż Mata Hari; [w:] „Wysokie Obcasy”, 23 IX 2000, nr 38, s. 7–14.
- Marek Łuszczyna, Igły. Polskie agentki, które zmieniły historię; Dom Wydawniczy Pwn, 2013, ISBN 978-83-7705-373-7.

## Upamiętnienie
Na motywach jej życia oraz pamiętnika Wspomnienia z pracy w wywiadzie antyhitlerowskim ZWZ-AK powstał w 2007 spektakl Teatru Telewizji Doktor Halina według scenariusza Grażyny Treli i Marcina Wrony w reżyserii Marcina Wrony, konsultacja historyczna Andrzej Krzysztof Kunert, IPN, Teatr TVP – Scena Faktu, który miał premierę 1 września 2008. W 2008 r. spektakl ten został nagrodzony na 52 festiwalu produkcji telewizyjnych i radiowych The New York Festivals Srebrnym Światowy Medal w kategorii „dramat” i wydany na DVD.
Halina Szwarc-Kłąb wychowała się na łódzkich Bałutach w kamienicy przy ul. Dworskiej (obecnie ul. Organizacji WiN 10). Z inicjatywy mieszkańców na ścianie jej domu powstał mural z wizerunkiem jednej z bohaterek Polskiego Państwa Podziemnego. Są tam samoloty lecące na Berlin oraz logo Uniwersytetu Trzeciego Wieku – ślady jej najważniejszych dokonań.
W 2003 roku upamiętniono ją tablicą umieszczoną w murze dawnego więzienia na Radogoszczu.
W 2012 została upamiętniona tablicą umieszczoną w ścianie siedziby Centrum Medycznego Kształcenia Podyplomowego przy ulicy Marymonckiej 99/103 w Warszawie.
10 listopada 2021 przed Muzeum Tradycji Niepodległościowych w Łodzi odsłonięto pomnik. Przy ulicy Gdańskiej 13 w Łodzi znajdowało się więzienie, w którym przetrzymywano kobiety skazane za przestępstwo przeciwko III Rzeszy. W maju 1944 roku trafiła tu Halina Szwarc, wówczas nosząca nazwisko Kłąb.
W 2021 roku powstał film dokumentalny pt. Halina Szwarc w reżyserii Krzysztofa Rzączyńskiego.
Film dokumentalny o Halinie Szwarc pt. Najmłodsza Agentka w reżyserii Magdaleny Majewskiej, powstał w ramach konkursu organizowanego przez TVP Historia.
Komiks pt. Halina. Opowieść graficzna o Halinie Szwarc wydany został dzięki Muzeum Tradycji Niepodległościowych w Łodzi. Scenarzystą jest Mikołaj Szczęsny a autorem rysunków: twórca komiksów Tomasz Tomaszewski. Komiks przybliża działalność konspiracyjną Haliny, którą zaczęła prowadzić w wieku 16 lat.
Halina Szwarc jest też bohaterką powieści pt. Czarny motyl, pisarzy Lidii Liszewskiej i Roberta Kornackiego, wydanej w 2023 r. Autorzy opisują emocjonującą, pełną zwrotów akcji, opartą na faktach historię Haliny.
Od 13 grudnia 2024 imię Haliny Szwarc ps. „Jacek II” nosi Centrum Rozpoznania Osobowego w Zegrzu.